# Muscisaxicola alpinus
Muscisaxicola alpinus là một loài chim trong họ Tyrannidae.